# 1932 no Brasil
Esta é uma cronologia dos fatos acontecimentos de ano 1932 no Brasil.

## Incumbentes
- Presidente do Brasil - Getúlio Vargas (3 de novembro de 1930 - 29 de outubro de 1945)

## Eventos
- 25 de janeiro - Grande comício é realizado na Praça da Sé, em São Paulo, intensificando a agitação pública que levará a Revolução Constitucionalista de 1932.
- 17 de fevereiro - O Partido Republicano Paulista e o Partido Democrático formam a "Frente Única por São Paulo Unido" exigindo do Governo Federal a troca do interventor paulista.
- 24 de fevereiro - Presidente Getúlio Vargas aprova o primeiro Código Eleitoral, que institui o voto feminino e cria a Justiça Eleitoral do Brasil.[1][2][3]
- 1º de março - O civil e paulista Pedro de Toledo é nomeado interventor de São Paulo, mas a maior parte de seu secretariado é mantido pelos tenentes de Vargas.
- 21 de março - Presidente Getúlio Vargas assina o decreto, que institui a carteira de trabalho.[4][5]
- 23 de maio - Durante visita do Ministro da Fazenda Osvaldo Aranha a São Paulo, manifestações e protestos ocorrem pela cidade e quatro jovens estudantes morrem a tiros durante tentativa de invasão à Legião Revolucionária, que congregava os tenentes e seus simpatizantes.
- 9 de julho - Eclode a Revolução Constitucionalista em São Paulo contra o governo de Getúlio Vargas. As guarnições do Exército em São Paulo são tomadas e tem início a guerra civil contra a União.
- 2 de agosto - Fundação do município brasileiro de Coari, no Amazonas.
- 2 de outubro - Assinada em Cruzeiro (São Paulo) a rendição das tropas paulistas, finalizando a revolução com a vitória das forças federais da União.
- 7 de outubro - É fundada oficialmente a Ação Integralista Brasileira por Plínio Salgado.

## Nascimentos
- 10 de janeiro: João Filgueiras, arquiteto (m. 2014).
- 8 de março: Sebastião Nery, jornalista e político.
- 18 de março: Jefferson Peres, político (m. 2008).
- 30 de maio: Manoel Ferreira (bispo), político e religioso.
- 24 de outubro: Ziraldo, cartunista e escritor (m. 2024).

## Mortes
- 23 de julho - Alberto Santos Dumont, inventor e pioneiro da aviação (n. 1873).